# 黒田成勝
黒田 成勝（くろだ しげかつ、1905年11月11日 - 1972年11月3日）は日本の数学者。

## 来歴
東京都出身。数学者高木貞治の娘婿で、息子の黒田成俊は数学者、黒田成幸は言語学者、黒田成信は数学者。
東京帝国大学卒業。東京女子高等師範学校（現・お茶の水女子大学）教授、名古屋帝国大学教授、メリーランド大学教授などを歴任した。
1945年　東京帝国大学　理学博士。論文の題は「Uber den Dirichletschen Korper (ジリクレ体に就て)」。

## 著書
- 黒田成勝、久保田富雄：「整数論 ｰ 代数的整数論の基礎 ｰ」、朝倉書店（数学全書）（昭和38年（1960年）3月8日）。